# Балканска Србија
Балканска Србија је регија (област) у источној Србији. Према хијерархији географских регија она представља субрегију мезорегије Источна Србија односно Планинско-котлинско-долинске макрорегије.
Балканска Србија одвојена је од Карпатске Србије линијом Стара планина-Тупижница-Ртањ-Рожањ на северу. Западну и југозападну границу ове регије представља развође према регији Јужно Поморавље, јужну границу чини развође између сливова Нишаве и Власине (са Лужницом) а источну српско-бугарска граница између Руја и Кадибогаза. Граница према Јужном Поморављу и Власини (јужнопоморавски крај) је на развођу Селичевице, Гарине, Крушевице односно развођу Нишаве и Суковске реке (Јерма) према Лужници и Власини до Руја.

## Физичко-географске одлике

### Рељеф
Рељеф регије карактерише се планинама, котлинама и долинама које га чине дисецираним. У њему се истичу разноврсни микрооблици који су резултат деловања речне и крашке ерозије, денудације и акумулације. На простору регије има тектонских, флувијално-денудационих, крашких, палеовулканских, глацијалних облика рељефа.
Најистакнутије планине су: Стара, Сува, Сврљишке планине, Девица, Озрен и др. Од котлина треба истаћи Књажевачку, Белопаланачку, Сокобањску, Сврљишку, Пиротску, Заплањску итд.
Стара планина је планински венац правца пружања северозапад-југоисток у дужини од 90 km. За поједина удубљења на овој планини постоји претпоставка да представљају циркове јер око Миџора, највишег врха уже Србије, има снежаника. Сува планина дугачка је 40 km и она је најјужнија из групе Балканских планина (Балканида). Од Сврљишких планина одвојена је Сићевачком клисуром. У северном делу Суве планине усечена је јединствена долина Црвене реке (облук са потковичастим гребеном). На планини Озрен истиче се висок и висећи Озренски амфитеатрални басен са високим неогеном који загаћује кречњаке.
Сокобањска котлина састоји се од Сокобањског и Дугопољског проширења Сокобањске Моравице која су одвојена клисуром Соко-град. Спојена је са Књажевачком котлином преко преседлине односно са Алексиначком котлином преко Бованске клисуре. Доњи део котлине створен је флувијално-денудационим процесом што потврђују епигенетске клисуре Моравице, Млаве, Пека и Црног Тимока. Пиротска котлина део је композитне долине Нишаве. Она је испуњена плеистоценим наслагама а у северозападном делу има излива андезита.
Речне долине су најистакнутији облик флувијално-денудационог рељефа регије. Истиче се долина Височице односно Темштице. Она се одликује укљештеним меандрима. Долина Градашнице усечена је у кречњацима Озрена. Она је делом испуњена бигром а одликује се слаповима високим преко 40 m. Главни водопад је водопад Рипаљака висок 17 m. Познате клисуре су Сићевачка (река Нишава), Бованска (река Сокобањска Моравица), клисуре Сврљишког Тимока и др. Сићевачка клисура има местимично кањонске одлике и инверсно нагнуте стране. Она спаја Белопаланачку са Нишавском котлином композитне долине Нишаве. Усечена је у Куновичкој површи која је спона Суве и Сврљишких планина. Дубока је 350 m. Клисура Сврљишког Тимока између Сврљишке и Књажевачке котлине сматра се за једну од најлепших у земљи. Она се у неким деловима сужава и до 20 m. У коритима река ове регије честа је појава џиновских лонаца. Истичу се они у клисури Моравице под Соко градом и у кориту Дојкиначке реке у Високу.
У регији су развијени површински и подземни крашки облици рељефа. Овај крај познат је по загаћеном красу. Постоји једно крашко поље и оно је једино у Источној Србији. Назива се Одоровско и налази се у близини Пирота. Од површинских облика крашког рељефа треба издвојити и кречњачке површи. Јужну половину Суве планине представља 1400–1500 m висока крашка зараван која је нагнута ка југу. Површ Валожја (Сува планина) је јако скрашћена, на њеној површини јављају се вртаче, увале, скрашћене долине, каменице (9 и 12 Иворака). Површ је скоро са свих страна ограничена литицама. Од подземних крашких облика, у површи, има пуно дубоких јама леденица. Површ Девице је јако скрашћена а одликује се великим бројем вртача и јама. Нагнута је ка југу. У северном подножју планине Девице налази се врело Моравице. У крашком рељефу Сокобањске котлине, на јужној страни Ртња, има жљебура. То су долинице без тока са влажним дном и кањонским одликама. Дубоке су 40–50 m. Интересантна су и два прозорца код Сокобање Богова врата и Јелашнице. Најпознатије пећине у планинама регије су Преконошка (богата украсима, сматрана најлепшом у Србији), Попшичка (код села Попшица), пећина Самар код Копајкошара, Церјанска (северно од Ниша) итд. Церјанска пећина има дужину од око 7 km. Код Пирота се налазе Држинска пећина и Ветрена дупка. На јужној страни Ртња налази се и јама „Зла рупа”, чији је канал дубок 60 m. На њеном дну има леда. У Сокобањској котлини, код села Сесалца, Зорвина река изградила је пећиницу и прераст (Зорвина прераст).